# Sidônio de Aix

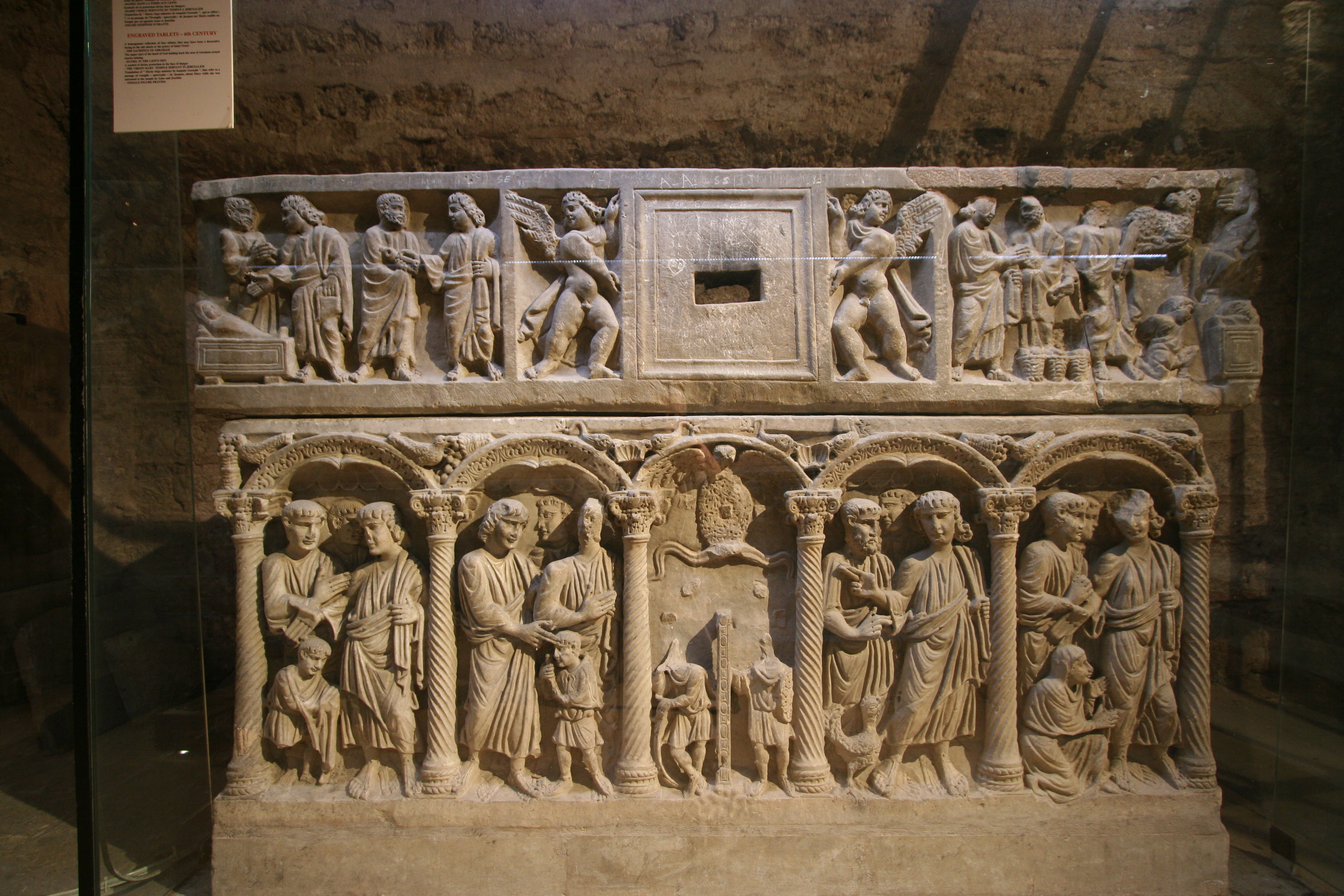
Sarcófago com as relíquias de São Sidônio na Basílica de Santa Maria Madalena, em Sainte-Baume

Sidônio (também chamado de Cedônio ou Restitutus) é tradicionalmente considerado o sucessor de São Maximino como bispo de Aix. 
Ele também é tradicionalmente considerado o cego curado por Jesus mencionado em João 9,  no entanto o homem curado neste incidente é mais comumente associado a São Celidônio, bispo de Nîmes. O nome Sidônio significa literalmente "de Sidon", então ele poderia ter feito parte da multidão siro-fenícia que seguiu Jesus em Mateus 15, 21 e Marcos 7, 24.
Diz-se que ele seguiu as três Marias, Lázaro de Betânia, Sara, Marcela, Maximino e outros até a Gália. Sidônio estavas intimamente associado a Maximino, que se dizia ser um dos Setenta e dois Apóstolos. Sidônio se tornou o primeiro bispo de Saint-Paul-Trois-Châteaux até a morte de Maximino, quando o sucedeu como bispo de Aix. Ele também está relacionado com a história da comuna de Saint-Restitut. Suas relíquias foram sepultadas sem cerimônia religiosa no século XX, sendo redescobertas junto de alguns documentos dominicanos que provam sua autenticidade.